# Manila (Alabama)
Manila, también conocido como Veto, es una comunidad no incorporada en el condado de Dallas, Alabama, Estados Unidos.